# 방방지

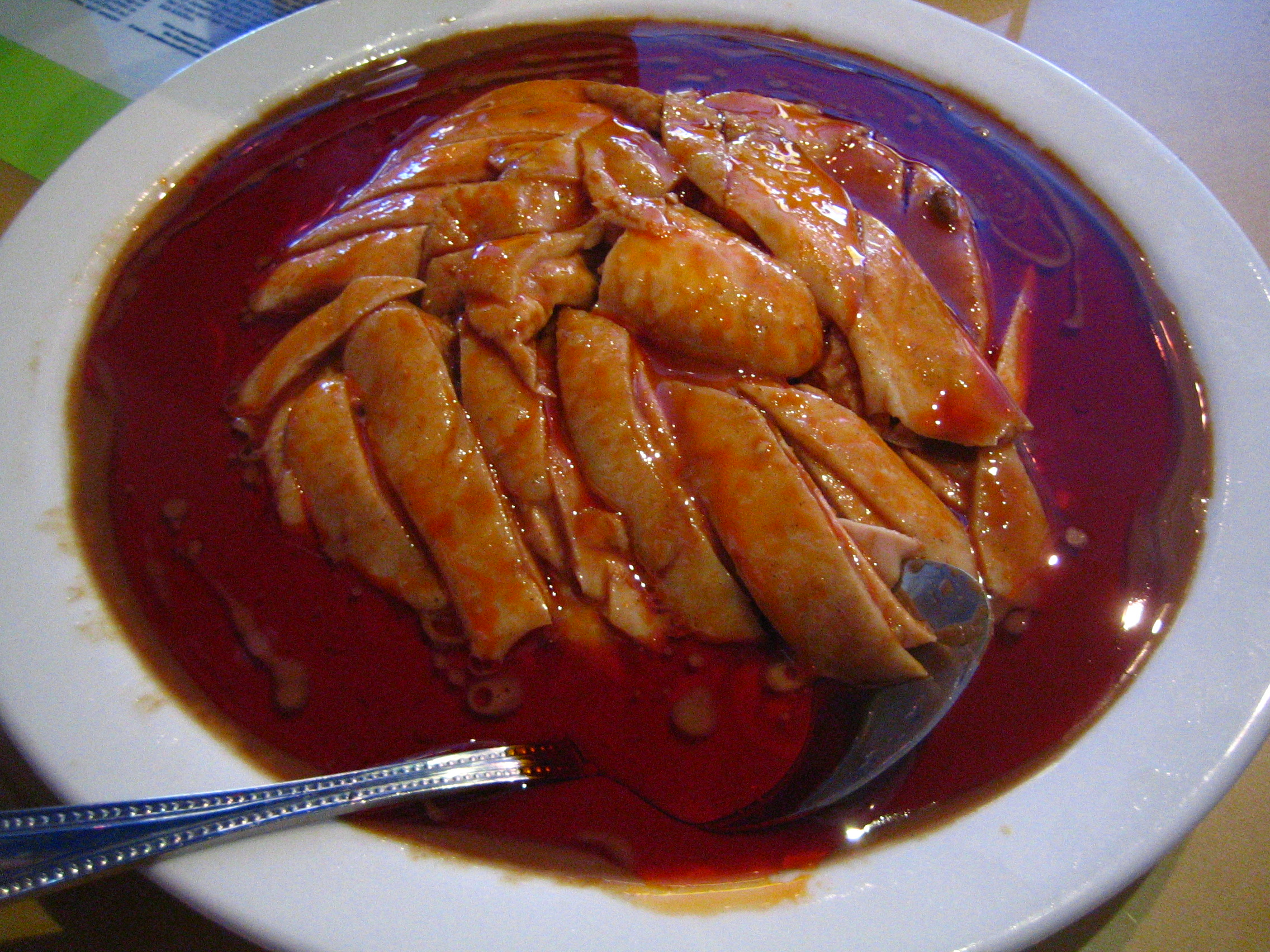
소스를 뿌린 방방지

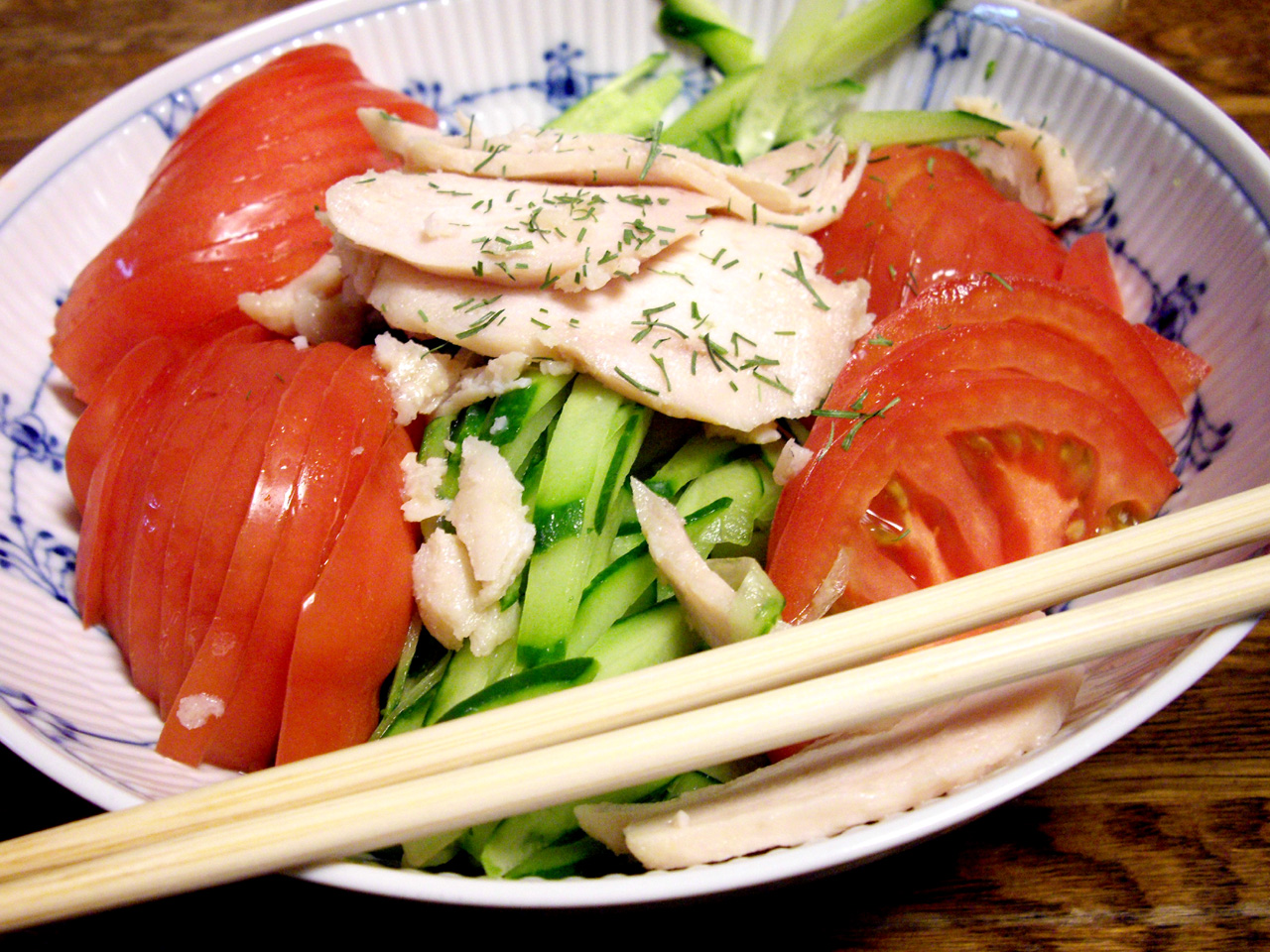
소스를 뿌린 방방지

방방지(중국어: 棒棒鷄, 병음: bàngbàngjī, 한자음: 봉봉계)는 닭고기를 삶은 후에 가늘게 찢어서 그 위에 소스를 뿌려 먹는 쓰촨 요리이다. '방'이란 말은 몽둥이 봉(棒)이고 '지'는 닭 계(鷄)란 뜻이여서 방방지라는 이름은 닭고기를 찢기 쉽게하고 맛을 내기 위해 몽둥이로 살살 때리는 데에서 비롯되었다.이때 한 사람은 칼을, 한 사람은 몽둥이를 붙잡고서 힘을 조절해가며 닭고기 손질을 할 때 나는 '방방' 소리를 따 사람들은 방방과 지(닭고기)를 합친 요리라 하여 '방방지'라고 부르게 되었다고 한다.

## 유래
방방지의 고향은 중국의 유명한 관광지인 사천의 낙산시(樂山)이다. 사천의 사람들은 옛날부터 자기 고장 특산품으로 낙산의 두부, 아하의 물고기, 한양의 닭을 높이 쳤는데, 여기서 한양이란 청신현에 속하는 작은 나루터이다. 이곳의 주막집에서는 토종닭을 삶아 조그만 몽둥이로 살살 때린 뒤 결대로 살을 찢어 고추기름, 마늘, 생강즙 따위를 섞어 무쳐낸 다음 오가는 길손과 뱃사람들에게 대접했다고 한다.

## 기원과 역사
방방지의 기원은 1400여 년 전 산동의 가사협이 편찬한 제민요술에 등장하는 고기를 몽둥이로 두드리고 눌러서 만든 빠이푸요리에서 발전했을 것으로 추정하고 있다.

## 조리법
방방지는 식초 먹인 산닭으로 만든다.
닭의 다리 살만 골라내어 대마끈으로 꽁꽁 묶고, 나무젓가락 크기의 몽둥이로 두들겨서 닭고기 살이 결대로 갈라지게 만든다. 그 뒤 접시에 저며낸 시원한 오이와 살짝 데친 양장피를 밑바닥에 보기 좋게 깔아논다. 그 위에 잘게 찢은 닭고기를 올려놓고 간장, 설탕, 식초, 고추 기름, 참깨 기름, 마늘, 생강 등으로 만든 소스를 뿌린다.

## 종류
방방지는 지역과 상표나 장사한 사람의 이름에 따라 다양하게 불린다.
- 톈푸방방지(天府棒棒鸡) : 쿤밍 지역명을 따서 붙여진 이름
- 칸선자이방방지(侃膳斋棒棒鸡) : "고기 맛이 좋아, 뭐라 직언할 수 없다."라는 뜻으로 붙여진 이름
- 랴오지방방지(廖记棒棒鸡) : 리량펑과 랴오씨 삼형제가 장사하여 붙여진 이름
- 러산방방지(乐山棒棒鸡) : 러산에서 기원하여 붙여진 이름
- 자딩방방지(嘉定棒棒鸡) : 러산의 옛 이름인 자딩을 따서 붙여진 이름
- 촨선방방지(川神棒棒鸡) : 쓰촨 지역명을 따서 붙여진 이름

현재 중국에서 가장 널리 알려진 방방지로는 랴오지방방지가 있다.

## 맛
톡 쏘며 아린 매운맛, 단맛, 신맛, 짠맛, 고소한 맛과 향이 나며 다양한 색과 향이 잘 어우러진 대중적인 요리이다. 냉채 요리로 뜨거운 요리를 먹기 전에 입맛을 돋우는 용도로 주로 먹는다.